# On n'aime qu'une seule fois
Pour plus de détails, voir Fiche technique et Distribution.
On n'aime qu'une seule fois (serbo-croate : Samo jednom se ljubi) est un film dramatique yougoslave sorti en 1981 réalisé par Rajko Grlić. Il a concouru dans la section Un certain regard du Festival de Cannes 1981. En 1999, un sondage réalisé auprès de critiques de cinéma croates l'a désigné comme l'un des meilleurs films croates jamais réalisés.

## Synopsis
Tomislav a combattu en tant que partisan pendant la Seconde Guerre mondiale et, après la guerre, il a rejoint la police secrète du gouvernement communiste yougoslave. Cependant, il tombe amoureux d'une danseuse issue d'une famille bourgeoise, ce qui va l'obliger à s'adapter aux nouvelles réalités de l'après-guerre.

## Fiche technique
- Titre français : On n'aime qu'une seule fois[1]
- Titre original serbo-croate : Samo jednom se ljubi[3]
- Titre serbe : Само једном се љуби
- Réalisation : Rajko Grlić
- Scénario : Rajko Grlić, Branko Šömen
- Photographie : Tomislav Pinter (hr)
- Montage : Živka Toplak
- Musique : Branislav Živković
- Décors : Stanislav Dobrina
- Production : Sulejman Kapić
- Société de production : Jadran film
- Pays de production :  Yougoslavie
- Langue originale : serbo-croate
- Format : couleurs - Son mono - 35 mm
- Genre : Film dramatique
- Durée : 103 minutes
- Dates de sortie :
  - Yougoslavie : 4 février 1981
  - France : 20 mai 1981 (Festival de Cannes 1981)[1]

## Distribution
- Miki Manojlović : Tomislav
- Vladislava Milosavljević (sh) : Beba
- Zijah Sokolović (hr) : Mirko
- Mladen Budiščak (hr) : Voule
- Dragojoub Lazarov : Pero
- Neva Rošić (hr) : Ielizabeta
- Erland Josephson : Roudolf, le père de Beba
- Miljenko Brlečić (sh) : le docteur
- Edo Peročević (sh)
- Zvonko Lepetić (sh) : le fonctionnaire du parti
- Јagoda Kaloper
- Borivoј Chembera
- Tikhomir Polanets